# Omorgus ponderosus
Omorgus ponderosus är en skalbaggsart som beskrevs av Louis Albert Péringuey 1901. Omorgus ponderosus ingår i släktet Omorgus och familjen knotbaggar. Inga underarter finns listade i Catalogue of Life.